# Rebel Music
Pour les articles homonymes, voir Rebel.

Rebel Music est une compilation de morceaux de Bob Marley and the Wailers sortie en 1986, rééditée en 2002. Elle contenait à sa sortie un inédit : Roots.

## Titres
1. Rebel Music (3 O'Clock Roadblock)
2. So Much Trouble In The World
3. Them Belly Full (But We Hungry)
4. Rat Race
5. War/No More Trouble
6. Roots
7. Slave Driver
8. Ride Natty Ride
9. Crazy Baldhead
10. Get Up, Stand Up (live)
11. Bonus : Wake up and Live